# Saint-Martin-de-Fraigneau
Saint-Martin-de-Fraigneau is een gemeente in het Franse departement Vendée (regio Pays de la Loire) en telt 787 inwoners (1999). De plaats maakt deel uit van het arrondissement Fontenay-le-Comte.

## Geografie
De oppervlakte van Saint-Martin-de-Fraigneau bedraagt 13,7 km², de bevolkingsdichtheid is 57,4 inwoners per km².
De onderstaande kaart toont de ligging van Saint-Martin-de-Fraigneau met de belangrijkste infrastructuur en aangrenzende gemeenten.

## Demografie
Onderstaande figuur toont het verloop van het inwonertal (bron: INSEE-tellingen).

1. ↑  Populations de référence 2022.